# Leichtathletik-Weltmeisterschaften 2013/Teilnehmer (Georgien)
| Gelbes Symbol für Goldmedaillen mit stilisierten Olympischen Ringen | Graues Symbol für Silbermedaillen mit stilisierten Olympischen Ringen | Braundes Symbol für Bronzemedaillen mit stilisierten Olympischen Ringen |
| ------------------------------------------------------------------- | --------------------------------------------------------------------- | ----------------------------------------------------------------------- |
| —                                                                   | —                                                                     | —                                                                       |

Der Leichtathletik-Verband Georgiens stellte zwei Teilnehmer bei den Leichtathletik-Weltmeisterschaften 2013 in der russischen Hauptstadt Moskau.

## Ergebnisse

### Männer

#### Laufdisziplinen
| Athlet           | Disziplin   | Vorlauf | Vorlauf | Halbfinale | Halbfinale | Finale | Finale |
| Athlet           | Disziplin   | Zeit    | Platz   | Zeit       | Platz      | Zeit   | Platz  |
| ---------------- | ----------- | ------- | ------- | ---------- | ---------- | ------ | ------ |
| Maciej Rosiewicz | 50 km Gehen |         |         |            |            | DNF    | DNF    |

### Frauen

#### Laufdisziplinen
| Athlet          | Disziplin | Vorlauf | Vorlauf | Halbfinale | Halbfinale | Finale       | Finale |
| Athlet          | Disziplin | Zeit    | Platz   | Zeit       | Platz      | Zeit         | Platz  |
| --------------- | --------- | ------- | ------- | ---------- | ---------- | ------------ | ------ |
| Giuli Dekanadze | 5000 m    |         |         |            |            | 17:57,39 min | 21     |